# بکه‌توو (شهرستان یرمکیفسکی، باشقیرستان)
بکه‌توو (انگلیسی: Beketovo, Yermekeyevsky District, Republic of Bashkortostan) یک شهرک در شهرستان یرمکیفسکی استان باشقیرستان کشور روسیه است.